# Adare
Adare (irsky Áth Dára – dubový brod) je vesnice v hrabství Limerick na západě Irska. Žije zde 982 obyvatel. Městečko je označováno jako jedno z nejkrásnějších v Irsku a je uznáváno jako historické městečko. Přes obec protéká řeka Maigue.

## Pamětihodnosti
V obci se nachází hrad Desmond Castle stojící na břehu řeky Maigue. Dále se zde nacházelo augustiniánské převorství, které bylo zrušeno Jindřichem VIII. a následně se stalo farním kostelem irské anglikánské církve (Church of Ireland). Trinitariánské opatství, založené v roce 1230, se po obnově roku 1811 stalo katolickým farním kostelem. Z františkánského kláštera z 15. století zbyly pouze ruiny, v jejichž okolí se nyní nachází golfové hřiště. Leží zde také zámeček Adare Manor. Staré vesnické domky nesou charakteristické doškové střechy.

## Doprava
Skrz Adare prochází státní silnice N21 spojující Limerick s Tralee.

## Partnerská města
- Buchloe, Německo
- Buckow, Německo